# Julian Spalding
Julian Spalding (Lewisham, 15 giugno 1947) è un critico d'arte, scrittore e giornalista inglese.
Considerato un controverso "cane sciolto" nel mondo della critica d'arte, ha spesso contribuito a programmi di arte, notizie e attualità in radio e TV.

## Biografia
È cresciuto in una tenuta comunale a St Mary Cray, nel sud di Londra. La sua educazione presso queste zone ha giocato un ruolo importante nel plasmare le sue prospettive successive, in particolare per quanto riguarda la comprensione di come la disuguaglianza sociale e la deprivazione culturale abbiano un impatto negativo sulla vita delle persone.
Ha studiato storia dell'arte all'Università di Nottingham e arte al Nottingham Art College, e dopo un breve periodo come artista e designer ha scelto di lavorare in musei e gallerie. Spalding ha iniziato come assistente artistico nei musei di Leicester e Durham prima di diventare direttore delle gallerie per Sheffield e poi Manchester . Nel 1989 è stato nominato direttore dei Glasgow Museum, responsabile della più grande collezione gestita da un'autorità locale e dal Kelvingrove Art Gallery and Museum.
Durante la sua carriera come curatore ha fondato diverse gallerie e servizi museali innovativi e premiati, tra cui la Ruskin Gallery di Sheffield; il St Mungo Museum of Religious Life and Art e The Gallery of Modern Art (GoMA) a Glasgow; e l'Open Museum . Nel 2000, ha anche dato inizio alla, ora internazionale, Campaign for Drawing.
Nel 1999, gli è stato assegnato il premio Lord Provost per i servizi alle arti visive a Glasgow per la sua direzione delle gallerie e dei musei di Glasgow, sebbene la sua carriera curatoriale sia stata interrotta lo stesso anno in cui il suo incarico, insieme ad altri, è stato abolito dal Consiglio comunale di Glasgow . Successivamente Spalding parlò a livello internazionale e consigliò musei e gallerie su approcci nuovi e innovativi, in seguito delineati come quella che descrive come una filosofia pratica nel suo libro del 2002 The Poetic Museum .
Dal 2001, si è concentrato principalmente sulla sua scrittura, vincendo il premio Banister Fletcher nel 2006 per il suo libro The Art of Wonder .

## Opere
- "Realizzazione - dal vedere alla comprensione - l'origine dell'arte" (2015)
- "Summers of Malcontento - lo scopo delle arti oggi" di Raymond Tallis, con Julian Spalding (2014)
- Con Art: Perché dovresti vendere il tuo Damien Hirsts mentre puoi, [Amazon / Kindle] (2012)
- Nothing On, [Amazon / Kindle] (2012)
- La migliore arte che tu non abbia mai visto: 101 tesori nascosti da tutto il mondo, Rough Guides (2010) ISBN 978-1-84836-271-0
- L'arte della meraviglia   : A History of Seeing, Prestel (2005) ISBN 3-7913-3150-7
- Contemplando il riflesso della luna in una piscina   : Riflessioni sui musei del futuro, Netherlands Museums Association, Amsterdam (2004)
- The Eclipse of Art: Tackling the Crisis in Art Today Prestel (2003) ISBN 3-7913-2881-6
- The Poetic Museum: Reviving Historic Collections, Prestel (2002) ISBN 3-7913-2678-3
- Galleria d'arte moderna Glasgow: The First Years, Scala Books (1996) ISBN 1-85759-121-6
- Happy Days, Beryl Cook (Introduzione), Victor Gollancz (1995) ISBN 0-575-06192-8
- C'è vita nei musei?, WH Smith Contemporary Papers (1990)
- Lowry: The Paintings and Drawings, The Herbert Press in associazione con il South Bank Board (1987)
- The Art of Watercolor Painting, Manchester City Art Galleries (1987)
- Arte moderna nelle collezioni delle gallerie d'arte di Manchester City, Gallerie d'arte di Manchester City (1986)
- Tre piccoli libri sulla pittura: 1. Leggero , Arts Council of Great Britain (1984) ISBN 978-0-7287-0373-5
- Tre piccoli libri sulla pittura: 2. Movimento , Arts Council of Great Britain (1984) ISBN 978-0-7287-0374-2
- Tre piccoli libri sulla pittura: 3. Immagine , Arts Council of Great Britain (1984) ISBN 978-0-7287-0375-9
- George Fullard, Arts Council of Great Britain (1984)
- The Forgotten Fifties, Sheffield City Art Galleries (1984) ISBN 0-86321-015-5
- Francis Davison, Arts Council of Great (1983) ISBN 0-7287-0352-1
- Fragments Against Ruin: a Journey through Modern Art, Arts Council of Great Britain (1981) ISBN 978-0-7287-0278-3
- Lowry, Phaidon Press (1979) ISBN 0-7148-1996-4